# Unione Sportiva Catanzaro 1972-1973
Questa voce raccoglie le informazioni riguardanti l'Unione Sportiva Catanzaro nelle competizioni ufficiali della stagione 1972-1973.

## Rosa
| N. |                   | Ruolo | Calciatore           |
| -- | ----------------- | ----- | -------------------- |
|    | Italia (bandiera) | P     | Claudio Bandoni      |
|    | Italia (bandiera) | C     | Adriano Banelli      |
|    | Italia (bandiera) | A     | Aquilino Bonfanti    |
|    | Italia (bandiera) | C     | Paolo Braca          |
|    | Italia (bandiera) | D     | Giampiero D'Angiulli |
|    | Italia (bandiera) | P     | Dino Di Carlo        |
|    | Italia (bandiera) | C     | Sergio Ferrari       |
|    | Italia (bandiera) | D     | Mario Garito         |
|    | Italia (bandiera) | D     | Roberto Gasparroni   |

| N. |                   | Ruolo | Calciatore        |
| -- | ----------------- | ----- | ----------------- |
|    | Italia (bandiera) | A     | Maurizio Gori     |
|    | Italia (bandiera) | D     | Luigi Maldera     |
|    | Italia (bandiera) | D     | Luciano Monticolo |
|    | Italia (bandiera) | A     | Carlo Petrini     |
|    | Italia (bandiera) | C     | Potito Pota       |
|    | Italia (bandiera) | C     | Francesco Rizzo   |
|    | Italia (bandiera) | D     | Fausto Silipo     |
|    | Italia (bandiera) | A     | Alberto Spelta    |
|    | Italia (bandiera) | D     | Sergio Zuccheri   |

## Risultati

### Serie B

#### Girone di andata
| 17 settembre 1972 1ª giornata | Taranto | 0 – 3 | Catanzaro |  |

| 24 settembre 1972 2ª giornata | Catanzaro | 3 – 1 | Ascoli |  |

| 1º ottobre 1972 3ª giornata | Bari | 3 – 1 | Catanzaro |  |

| 8 ottobre 1972 4ª giornata | Catanzaro | 1 – 0 | Reggiana |  |

| 15 ottobre 1972 5ª giornata | Novara | 1 – 0 | Catanzaro |  |

| 22 ottobre 1972 6ª giornata | Catanzaro | 3 – 0 | Varese |  |

| 29 ottobre 1972 7ª giornata | Lecco | 1 – 0 | Catanzaro |  |

| 5 novembre 1972 8ª giornata | Catanzaro | 3 – 0 | Cesena |  |

| 12 novembre 1972 9ª giornata | Brescia | 0 – 3 | Catanzaro |  |

| 19 novembre 1972 10ª giornata | Catanzaro | 0 – 0 | Arezzo |  |

| 26 novembre 1972 11ª giornata | Catanzaro | 2 – 0 | Foggia |  |

| 3 dicembre 1972 12ª giornata | Catania | 1 – 0 | Catanzaro |  |

| 10 dicembre 1972 13ª giornata | Catanzaro | 3 – 0 | Mantova |  |

| 17 dicembre 1972 14ª giornata | Genoa | 1 – 1 | Catanzaro |  |

| 24 dicembre 1972 15ª giornata | Catanzaro | 1 – 0 | Monza |  |

| 30 dicembre 1972 16ª giornata | Como | 1 – 0 | Catanzaro |  |

| 7 gennaio 1973 17ª giornata | Catanzaro | 1 – 0 | Brindisi |  |

| 14 gennaio 1973 18ª giornata | Perugia | 1 – 1 | Catanzaro |  |

| 21 gennaio 1973 19ª giornata | Catanzaro | 1 – 1 | Reggina |  |

#### Girone di ritorno
| 4 febbraio 1973 20ª giornata | Catanzaro | 2 – 2 | Taranto |  |

| 11 febbraio 1973 21ª giornata | Ascoli | 0 – 0 | Catanzaro |  |

| 18 febbraio 1973 22ª giornata | Catanzaro | 0 – 0 | Bari |  |

| 25 febbraio 1973 23ª giornata | Reggiana | 2 – 1 | Catanzaro |  |

| 4 marzo 1973 24ª giornata | Catanzaro | 1 – 1 | Novara |  |

| 11 marzo 1973 25ª giornata | Varese | 2 – 0 | Catanzaro |  |

| 18 marzo 1973 26ª giornata | Catanzaro | 1 – 1 | Lecco |  |

| 1º aprile 1973 27ª giornata | Cesena | 0 – 0 | Catanzaro |  |

| 8 aprile 1973 28ª giornata | Catanzaro | 2 – 0 | Brescia |  |

| 15 aprile 1973 29ª giornata | Arezzo | 1 – 1 | Catanzaro |  |

| 22 aprile 1973 30ª giornata | Foggia | 1 – 0 | Catanzaro |  |

| 29 aprile 1973 31ª giornata | Catanzaro | 0 – 1 | Catania |  |

| 6 maggio 1973 32ª giornata | Mantova | 2 – 0 | Catanzaro |  |

| 13 maggio 1973 33ª giornata | Catanzaro | 1 – 0 | Genoa |  |

| 20 maggio 1973 34ª giornata | Monza | 0 – 0 | Catanzaro |  |

| 25 maggio 1973 35ª giornata | Catanzaro | 0 – 0 | Como |  |

| 3 giugno 1973 36ª giornata | Brindisi | 0 – 0 | Catanzaro |  |

| 10 giugno 1973 37ª giornata | Catanzaro | 0 – 1 | Perugia |  |

| 17 giugno 1973 38ª giornata | Reggina | 2 – 2 | Catanzaro |  |

### Coppa Italia

#### Prima fase a gironi
| Arbitro: | Ciacci (Firenze) |

|                |           |  |
| Boninsegna 22’ | Marcatori |  |

| Arbitro: | Marino (Taranto) |

|             |           |  |
| Petrini 40’ | Marcatori |  |

| 3ª giornata |  | – Turno di Riposo |  |  |

| Arbitro: | Gialluisi (Barletta) |

|           |           |                        |
| Salvi 29’ | Marcatori | 59’ Bonfanti 75’ Rizzo |

| Arbitro: | Frasso (Capua) |

|               |           |             |
| Rizzo 9’, 68’ | Marcatori | 40’ Corradi |

## Statistiche

### Statistiche di squadra
| Competizione | Punti | In casa | In casa | In casa | In casa | In casa | In casa | In trasferta | In trasferta | In trasferta | In trasferta | In trasferta | In trasferta | Totale | Totale | Totale | Totale | Totale | Totale | DR  |
| Competizione | Punti | G       | V       | N       | P       | Gf      | Gs      | G            | V            | N            | P            | Gf           | Gs           | G      | V      | N      | P      | Gf     | Gs     | DR  |
| ------------ | ----- | ------- | ------- | ------- | ------- | ------- | ------- | ------------ | ------------ | ------------ | ------------ | ------------ | ------------ | ------ | ------ | ------ | ------ | ------ | ------ | --- |
| Serie B      | 39    | 19      | 10      | 7       | 2       | 25      | 8       | 19           | 2            | 8            | 9            | 13           | 19           | 38     | 12     | 15     | 11     | 38     | 27     | +11 |
| Coppa Italia | 6     | 2       | 2       | 0       | 0       | 3       | 1       | 2            | 1            | 0            | 1            | 2            | 2            | 4      | 3      | 0      | 1      | 5      | 3      | +2  |
| Totale       |       | 21      | 12      | 7       | 2       | 28      | 9       | 21           | 3            | 8            | 10           | 15           | 21           | 42     | 15     | 15     | 12     | 43     | 30     | +13 |

### Statistiche dei giocatori
| Giocatore     | Serie B  | Serie B | Coppa Italia | Coppa Italia | Totale   | Totale |
| Giocatore     | Presenze | Reti    | Presenze     | Reti         | Presenze | Reti   |
| ------------- | -------- | ------- | ------------ | ------------ | -------- | ------ |
| C. Bandoni    | 31       | -22     | 4            | -3           | 35       | -25    |
| A. Banelli    | 36       | 2       | 4            | 0            | 40       | 2      |
| A. Bonfanti   | 28       | 4       | 4            | 1            | 32       | 5      |
| P. Braca      | 29       | 2       | 3            | 0            | 32       | 2      |
| A. Ciannameo  | -        | -       | 2            | 0            | 2        | 0      |
| G. D'Angiulli | 11       | 0       | 4            | 0            | 15       | 0      |
| D. Di Carlo   | 9        | -5      | -            | -            | 9        | -5     |
| S. Ferrari    | 35       | 1       | 2            | 0            | 37       | 1      |
| M. Garito     | 7        | 0       | -            | -            | 7        | 0      |
| R. Gasparroni | 11       | 0       | -            | -            | 11       | 0      |
| M. Gori       | 15       | 0       | 4            | 0            | 19       | 0      |
| L. Maldera    | 30       | 0       | 4            | 0            | 34       | 0      |
| L. Monticolo  | 37       | 0       | 4            | 0            | 41       | 0      |
| C. Petrini    | 36       | 11      | 4            | 1            | 40       | 12     |
| P. Pota       | 15       | 0       | -            | -            | 15       | 0      |
| F. Rizzo      | 30       | 6       | 4            | 3            | 34       | 9      |
| F. Silipo     | 20       | 0       | 4            | 0            | 24       | 0      |
| A. Spelta     | 38       | 11      | 4            | 0            | 42       | 11     |
| S. Zuccheri   | 32       | 0       | 1            | 0            | 33       | 0      |